# Pinanga sylvestris
Pinanga sylvestris är en enhjärtbladig växtart som först beskrevs av João de Loureiro, och fick sitt nu gällande namn av Donald R. Hodel. Pinanga sylvestris ingår i släktet Pinanga och familjen Arecaceae. Inga underarter finns listade i Catalogue of Life.